# Carlo Agostoni
Carlo Agostoni Faini, né le 23 mars 1909 à Milan et mort le 25 juin 1972 à Mexico, est un escrimeur italien, ayant pour arme l'épée.

## Biographie
Carlo Agostoni est sacré champion olympique d'escrime dans l'épreuve d'épée par équipes aux Jeux olympiques d'été de 1928 à Amsterdam. Champion d'Italie en individuel en 1930 et en 1931 et vice-champion d'Europe par équipes en 1930, il remporte ensuite une médaille d'argent dans l'épreuve d'épée par équipes aux Jeux olympiques d'été de 1932 à Los Angeles et une médaille de bronze dans l'épreuve individuelle d'épée.
Une médaille d'or mondiale par équipes en 1937 et une de bronze par équipes en 1938 complètent le palmarès d'Agostoni. De nouveau titré nationalement en 1941, Agostoni décroche sa dernière médaille lors des Jeux olympiques de 1948 à Londres avec une deuxième place en épée par équipes, l'Italien terminant septième dans le concours individuel.